# Gabriel Faure
Gabriel Faure (Tornon, 1877 - París, 1962) fou un escriptor francès i inspector dels Monuments Històrics.

## Obres
- Au Pays de Stendhal in 16 Grenoble 1920.
- La Vallée du Rhône' in 16 Fasquelle París 1922.
- Stendhal compagnon d'Italie in 16 Fasquelle Paris 1931.
- Pages choisies, rhodaniennes et dauphinoises (Blanchard frères à Vienne 1937)
- Mallarmé à Tournon Horizon de France 1946
- Dyptique romain Arthaud 1963.